# Добровольный (Ставропольский край)
Доброво́льный — хутор в Красногвардейском районе (муниципальном округе) Ставропольского края России.
До 16 марта 2020 года входил в состав сельского поселения Родыковский сельсовет.

## География
Расстояние до краевого центра: 103 км.
Расстояние до районного центра: 29 км.

## Население
| 1989 | 2002 | 2010 | 2014 | 2021 |
| ---- | ---- | ---- | ---- | ---- |
| 201  | ↗229 | ↘18  | ↗100 | ↘19  |

По данным переписи 2002 года в национальной структуре населения преобладают русские (78 %).